# مايسنسل ليه رويتز
مايسنسل ليه رويتز (بالفرنسية: Maisnil-lès-Ruitz)‏ هي بلدية تقع في إقليم باد كاليه من منطقة نور با دو كاليه في شمال فرنسا. تبلغ مساحة هذه المدينة 5.56 (كم²)، وترتفع عن سطح البحر 150 م، يبلغ عدد سكانها 1415 نسمة حسب إحصاء المعهد الوطني للإحصاء والدراسات الاقتصادية سنة 2009 م. وترأس Jacques Miniot البلدية خلال فترة (2008-2014).